# 혈액제제

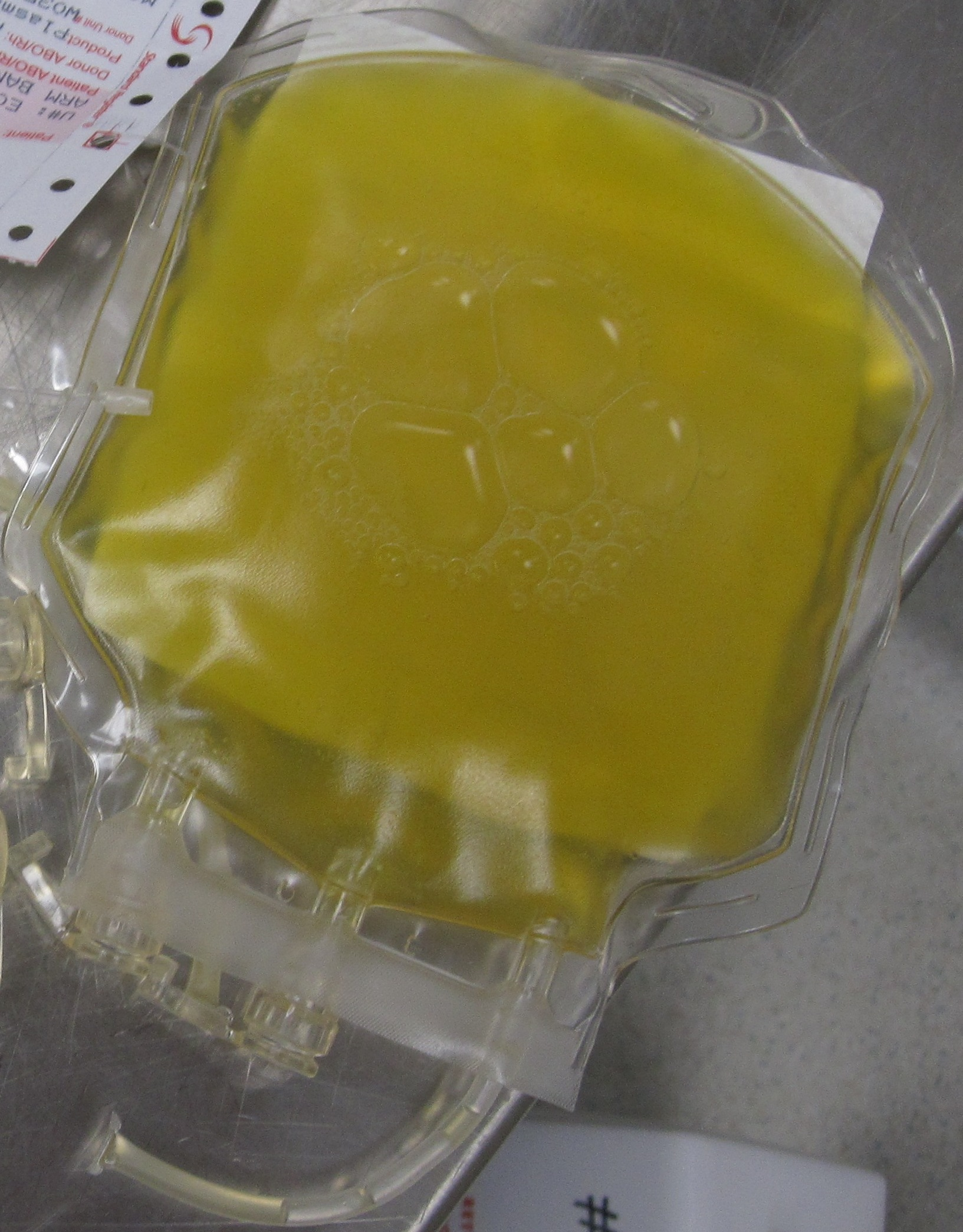
전혈에서 분리한 혈장을 동결하여 만드는 신선동결혈장(FFP). 신선동결혈장은 대표적인 혈액제제 중 하나이다.

혈액제제(血液製劑, blood product)는 사람의 혈액을 원료로 하여 만들어진 모든 치료용 물질을 말한다. 채혈한 혈액인 전혈을 그대로 이용하는 전혈제제와 혈액의 일부 성분만을 이용하는 혈액성분제제가 있다. 혈액성분제제는 다시 적혈구제제, 혈소판제제, 혈장분획제제 등으로 나뉜다. 적혈구제제인 농축적혈구는 만성 빈혈 환자나 수술, 외상 등으로 인해 출혈이 심한 경우에 사용한다. 혈장분획제제는 혈장에 포함된 여러 가지 성분들을 정제한 의약품으로 알부민, 농축 응고인자, 면역글로불린 등이 그 예시이다.